# Davaï ! sur les chemins de l'Eurasie

Davaï ! sur les chemins de l'Eurasie est un récit de voyage publié par les éditions Robert Laffont en 2001. Ce récit a été écrit par Julien Delpech et Jacques von Polier, à la suite du périple qu'ils ont entrepris à travers une grande partie de l'Eurasie, à bord d'une Lada Niva en 1999-2000.
Les deux protagonistes ont ainsi voyagé à travers toute la Russie, puis la Mongolie, la Chine, avant de revenir à Paris à travers l'Asie centrale, l'Afghanistan, l'Iran, le Caucase, la Turquie et l'Europe de l'Est.
En partenariat avec l'Unesco et Paris Match, les deux auteurs ont relaté tout au long de leur voyage leurs aventures, de la traversée du désert de Gobi en marche arrière à la rencontre avec le commandant Massoud en Afghanistan.
Davaï ! sur les chemins de l'Eurasie a été récompensé du Grand Prix du livre de l'aventure en 2001.
En Russie, des traductions en russe de Davaï ! circulent sous le manteau.
En russe, l'expression « davaï » signifie « en avant, allons-y ».